# Garypus giganteus
Garypus giganteus är en spindeldjursart som beskrevs av Chamberlin 1921. Garypus giganteus ingår i släktet Garypus och familjen gammelekklokrypare. Inga underarter finns listade i Catalogue of Life.